# La Jouissance des hystériques
Série La Vie sexuelle des Belges
Fermeture de l'usine Renault à Vilvoorde
(1998) Vrijdag Visdag / Friday Fishday
(2000)
Pour plus de détails, voir Fiche technique et Distribution.
La Jouissance des hystériques est un film belge réalisé par Jan Bucquoy et sorti en 2000. Il est la quatrième volet de sa série La Vie sexuelle des Belges.

## Fiche technique
- Titre : La Jouissance des hystériques
- Réalisation : Jan Bucquoy
- Scénario : Jan Bucquoy
- Photographie : Michel Baudour
- Montage : Séverine de Streyker
- Production : Francis De Smet
- Société de production : Transatlantic Films
- Pays :  Belgique
- Genre : Comédie
- Durée : 84 minutes
- Dates de sortie : 
  -  France : 30 août 2000

## Distribution
- Jan Bucquoy : Jan
- Marie Bucquoy : Marie
- Aline Morocutti : la copine de Marie
- Gail Verhasselt : Gail
- Alice Ley : Alice
- Nadia Leen : actrice de casting
- Laurent Van Wetter : Laurent
- Cybile Cornet : Cybile
- Evelyne Letawe : Evelyne
- Nicole Godfrin : actrice de casting
- Aziza Nouri : actrice de casting
- Natacha Drion : Natache
- Anne Grandhenry : Anne
- Laure Pointeau : Laure
- Françoise Laeckmann : actrice de casting
- Ciro Carcatella : Ciro
- Frederic Tombelle : Fred
- Murielle : actrice de casting
- Claude Semal : Claude
- Noël Godin : Pierre Mertens
- Marlène Duelz : Marlène
- Michel Baubour : Michel